# بیگ ران، شهرستان مارشال، ویرجینیای غربی
بیگ ران (به انگلیسی: Big Run) یک منطقهٔ مسکونی در ایالات متحده آمریکا است که در شهرستان مارشال، ویرجینیای غربی واقع شده‌است.